# CantAnima
Der Landesjugendchor CantAnima ist der Landesjugendchor des österreichischen Bundeslandes Steiermark. CantAnima wurde im Jahr 2004 vom Steirischen Sängerbund als Projektchor gegründet, um Jugendlichen im Alter von 16 bis 26 Jahren die Möglichkeit zu geben, selten aufgeführte Stücke auf hohem Niveau zu erarbeiten. Geleitet wurde CantAnima von der Gründung des Chores bis 2010 von Franz M. Herzog (künstlerische Gesamtleitung) und Miriam Ahrer (Assistenz). In den darauffolgenden drei Jahren übernahmen Nataliya Lukina (2011–2012) und Sebastian Meixner (2013) die Assistenz. Im Jahr 2014 übergab Franz M. Herzog die Gesamtleitung an Sebastian Meixner.

## Uraufführungen
- 2004: Wolfram Wagner (Text: Christian Morgenstern): Meeresbrandung (St. Gallen, Steiermark)
- 2006: Stefan Heckel: Missa Pater Noster (Dom zu Graz, Steiermark)
- 2007: Gerd Kühr (Text: Rainer Maria Rilke): An die Musik (im Rahmen von „Styria Cantat I“, Helmut List Halle, Graz, Steiermark)
- 2008: Georg Winkler: Stimme zu Gott im Kriege, Pfarrkirche Graz-Süd
- 2009: Beat Furrer (Text: Leonardo da Vinci): Enigma II & Enigma III (im Rahmen von „Styria Cantat II“, Helmut-List-Halle, Graz, Steiermark)
- 2010: Bei einem Konzert des Steirischen Tonkünstlerbundes in der Grazer Franziskanerkirche kamen unter dem Titel „Missa“ folgende Werke zur Uraufführung:
  - Georg Arány-Aschner: Requiem
  - Georg Winkler: Ich glaube
  - Patrick Hahn: Agnus Dei
- 2011:
  - Thomas Thurnher (Text: Jogdor Obid): Anblick (im Rahmen von „Styria Cantat IV“, Helmut List Halle, Graz, Steiermark)
  - Franz M. Herzog (Text: Franz von Assisi): Canticle of the Sun –  „Sonnengesang“ (bei der Eröffnung den 1. World Choir Championships for Youth and Young Adults in Graz)
- 2012: Stefan Heckel: Wie breit der Tag (im Rahmen der Night of Percussion, Orpheum Graz, Steiermark)
- 2014: Im Rahmen von „Styria Cantat VI“ in der Helmut-List-Halle in Graz wurden folgende Werke aufgeführt:
  - Franz M. Herzog (Text: William Blake): The Tyger
  - Branko Stark: Psalm 30

## Erfolge bei Wettbewerben
- 2005: Chorwettbewerb „Praga Cantat“ in Prag:
  - Sieger der Kategorie „gemischte Chöre“
  - Sonderpreis für das beste künstlerische Programm
  - Gesamtsieger des Wettbewerbs
- 2006: Chorwettbewerb „Zlota Lyra“ in Warschau
  - Sieger der Kategorie „gemischte Jugendchöre“
- 2008: 5. World Choir Games in Graz
  - Goldmedaille und 3. Platz in der Kategorie „gemischte Jugendchöre“
- 2009: Chorwettbewerb „Austria Cantat“ in Linz:
  - Sieger der Kategorie „gemischte Chöre“ mit 94 von 100 Punkten
- 2009: Chorwettbewerb „Summa cum Laude“ in Wien
  - Sieger der Kategorie „gemischte Jugendchöre“
- 2011: Chorwettbewerb des ORF „Österreich singt“ in Graz:
  - Sieger der Region Süd (Kategorie B)
- 2011: 1. World Choir Championships for Youth and Young Adults in Graz:
  - Sieger und World Champion der Kategorie 9 „Junge Erwachsenenchöre, Gemischte Chöre“
- 2011: 2. Grand Prix of Choral Music in Graz:
  - Sieger der Kategorie „Gemischte Chöre“
- 2012: 1. Xinghai Prize International Choir Competition in Guangzhou, China:
  - Platin in der Kategorie „Gemischte Chöre“
- 2014: 51. Internationaler Chorwettbewerb, Spittal an der Drau[1]
  - 1. Preis im Kunstliedwettbewerb
  - 2. Preis im Volksliedwettbewerb
  - Publikumssieger
- 2017: Internationales Chorfestival und Wettbewerb, Budapest[2]
  - Kategoriesieger und goldenes Diplom „Mixed Choirs“
  - Goldenes Diplom „Musica Sacra“

- 2019: 4. Internationaler Chorwettbewerb Ave Verum in Baden, Österreich[3]
  - 1. Preis (Kategorie Gold Superior)
  - Beste Interpretation eines nach 2000 komponierten Werks
  - Bestes Repertoire
  - Publikumssieger

## Weitere wichtige Konzerte
- Juli 2004: Auftritt beim „Festival der jungen Chöre“ in Zell am See (Salzburg)
- 8. Oktober 2004: Konzert mit Live-Mitschnitt (CantAnima) in der Mariahilferkirche in Graz
- Mai 2005: Österreich-Tournee nach Mariahof (Stmk.), Klagenfurt (K), Salzburg und Melk (Nö.)
- November 2005: Konzert mit Live-Mitschnitt (Cloudburst) in Kirchbach (Stmk.)
- Dezember 2005: Auftritt bei „White Gospel“ in der Helmut List Halle Graz
- November 2006: Galakonzert in Passau mit Live-Mitschnitt (Pater Noster)
- Dezember 2006: Auftritt bei „White Gospel“ im Orpheum Graz
- 17. Oktober 2007: Österreichische Erstaufführung der „Misa Tango“ von Luis Bacalov im Stefaniensaal Graz, gemeinsam mit dem Vorarlberger Landesjugendchor Voices und dem Kammerchor des Auersperggymnasiums Passau
- November 2007: Konzerttournee „Misa Tango“ nach Passau und Schwarzenberg
- Juli 2008: Galakonzert bei den 5. World Choir Games in Graz
- Mai 2010: Teilnahme am Europäischen Jugendchorfestival in Basel
- 13. Mai 2011: Eröffnung der Wiener Festwochen
- 10. und 11. Juli 2011: Eröffnung und Galakonzert im Rahmen der 1. World Choir Championships for Youth and Young Adults im Grazer Stefaniensaal, gemeinsam mit dem Raschèr Saxophone Quartet
- 8. Juni 2012: Konzert beim Feldkirch Festival, gemeinsam mit dem Raschèr Saxophone Quartet in Feldkirch
- Juli/August 2012: Teilnahme am Festival Europa Cantat XVIII in Turin
- November 2012: Teilnahme an den 1st Xinghai Prize International Choir Championships in Guangzhou, China
- 20. Oktober 2013: Festkonzert „10 Jahre Cantanima“ im Stefaniensaal, Congress Graz

## Repertoire
Die fixe achtstimmige Aufteilung und das praktizierte Vorstudium ermöglichen es dem Chor in kurzen und intensiven Probephasen ein größeres Programm auf hohem Niveau zu erarbeiten. Das Programm wechselt jährlich und setzt sich sowohl aus größeren zusammenhängenden Werken (Misa Tango, Missa Pater Noster, Suite de Lorca, Missa Afro-Brasileira), als auch aus Einzelstücken bzw. Auszügen aus größeren Werken zusammen. Meist überwiegen bei der Auswahl Komponisten des 20. und 21. Jahrhunderts wie Eric Whitacre, Rudolf Mauersberger, Einojuhani Rautavaara, Francis Poulenc, Claude Debussy, Franz M. Herzog oder Moses Hogan. Seltener kommen Werke älterer Meister wie Claudio Monteverdi, Jacobus Gallus oder Antonio Lotti zur Aufführung.

## Veröffentlichungen
- cantanima (2004)
- Cloudburst (2005)
- Pater Noster (2006)
- Misa Tango (2007)
- Der Vokale Wahnsinn CD/DVD (2008)
- Der Vokale Wahnsinn 2 CD/DVD (2009)
- cantanima LIVE (2010)
- cantanima GOLD (2012)
- cantanima ZEHN (2013)
- cantanima Live (2021)